# Ahmed Helmi Helal
Ahmed Helmi Helal (* 23. Oktober 1931 in Kairo; † 4. August 2010 in Bochum) war ein aus Ägypten stammender deutscher Bibliothekar.

## Leben
Nach seiner Reifeprüfung in Kairo studierte Helal seit 1948 an der Universität Kairo Geologie, Biologie und Chemie. Nach seiner Bachelorprüfung unterrichtete er seit 1953 für ein Jahr an einem Gymnasium in Bagdad. Im Jahre 1954 wechselte er nach Deutschland und setzte an der Universität Köln sein Studium fort und promovierte hier 1957. Bis zu seiner erneuten Übersiedlung nach Deutschland 1963 nahm er Unterrichtsaufträge in Kairo und Bagdad wahr und arbeitete als Geologe für das Landwirtschaftsministerium in Riad. Von 1963 bis 1964 war er am Geologischen Institut der Universität Bonn tätig und begann dann als Bibliotheksreferendar an der Universitätsbibliothek Bonn die Ausbildung für den höheren Bibliotheksdienst. Nach seiner Fachprüfung am Bibliothekar-Lehrinstitut des Landes Nordrhein-Westfalen 1966 war Helal zunächst bis 1972 an der Universitätsbibliothek Bochum tätig, die er seit 1970 als stellvertretender Direktor leitete. Im Jahre 1972 wurde er an die Gesamthochschule Essen zur Leitung der dortigen Hochschulbibliothek abgeordnet, deren Direktor er bis 1996 war. Neben dem Aufbau der Gesamthochschulbibliothek Essen richtete er seit 1981 internationale Fachtagungen zur Bibliotheksautomatisierung aus. Als UNESCO-Berater für Bibliotheks- und Dokumentationswesen kümmerte sich Helal um die Fortentwicklung des Bibliothekswesens in Kairo und Alexandria, wobei ihm besonders die neu gegründete „Bibliotheca Alexandrina“ ein Herzensanliegen war.

## Schriften (Auswahl)
- Das Alter und die Verbreitung der tertiären Braunkohlen bei Bergisch-Gladbach östlich von Köln. Dissertation Universität Köln 1958.
- (mit Pedro Hastedt): Sammelsysteme als Bestandteile eines Bibliotheksverbundes. In: Detlef Schwarz (Hrsg.): Bibliotheksautomatisierung – Benutzererwartungen und Serviceleistungen. Saur, München 1980, S. 124–146, ISBN 3-598-10030-2.
- (Hrsg.): Current trends in serials automation (= Veröffentlichungen der Gesamthochschulbibliothek Essen, Bd. 1). Essen 1981, ISBN 3-922602-01-0.
- (Hrsg.): Hierarchical relationships in bibliographic descriptions (= Veröffentlichungen der Gesamthochschulbibliothek Essen, Bd. 2). Essen 1981, ISBN 3-922602-00-2.
- (Hrsg.): Future of library networks (= Veröffentlichungen der Gesamthochschulbibliothek Essen, Bd. 4). Essen 1982, ISBN 3-922602-04-5.
- (Hrsg.): Workshop zur Benutzerschulung (= Veröffentlichungen der Gesamthochschulbibliothek Essen, Bd. 3). Essen 1982, ISBN 3-922602-03-7.
- (Hrsg.): Increasing productivity through library automation (= Veröffentlichungen der Gesamthochschulbibliothek Essen, Bd. 5). Essen 1983, ISBN 3-922602-06-1.
- (Hrsg.): New trends in electronic publishing and electronic libraries (= Veröffentlichungen der Gesamthochschulbibliothek Essen, Bd. 6) Essen 1984, ISBN 3-922602-07-X.
- (Hrsg.): Local library systems. Festschrift in honour of Frederick G. Kilgour to his 70. birthday (= Veröffentlichungen der Gesamthochschulbibliothek Essen, Bd. 7). Essen 1984, ISBN 3-922602-08-8.
- Kritische Notizen zum Bibliotheksverbund Nordrhein-Westfalen aus der Sicht der GHB Essen. In: Günther Pflug (Hrsg.): Die neue Bibliothek. Festschrift für Harro Heim zum 65. Geburtstag. Saur, München 1984, S. 119–134, ISBN 3-598-10529-0.
- (Hrsg.): Future of online catalogues (= Veröffentlichungen der Gesamthochschulbibliothek Essen, Bd. 8). Essen 1986, ISBN 3-922602-09-6.
- (Hrsg.): Impact of new information technology on international library cooperation (= Veröffentlichungen der Gesamthochschulbibliothek Essen, Bd. 9). Essen 1987, ISBN 3-922602-10-X.
- (Hrsg.): International library cooperation. Festschrift in honour of Prof. Dr. Günther Pflug to his 65th birthday (= Veröffentlichungen der Gesamthochschulbibliothek Essen, Bd. 10). Essen 1988, ISBN 3-922602-11-8.
- (Hrsg.): The impact of CD-ROM on library operations and universal availability of information. Festschrift in honor of Dr. Maurice B. Line  (= Veröffentlichungen der Gesamthochschulbibliothek Essen, Bd. 11). Essen 1989, ISBN 3-922602-12-6.
- (Hrsg.): Developments in microcomputing. Discovering new abilities for libraries in the 1990s (= Veröffentlichungen der Gesamthochschulbibliothek Essen, Bd. 12). Essen 1990, ISBN 3-922602-13-4.
- (Hrsg.): Information technology and library management. Festschrift in honor of Margaret Beckman (= Veröffentlichungen der Gesamthochschulbibliothek Essen, Bd. 13). Essen 1991, ISBN 3-922602-14-2.
- (Hrsg.) Libraries and electronic publishing. Promises and challenges for the 90s. Festschrift in honor of Richard M. Dougherty (= Veröffentlichungen der Gesamthochschulbibliothek Essen, Bd. 14). Essen 1992, ISBN 3-922602-15-0.
- (Hrsg.): Opportunity 2000. Understanding and serving users in an electronic library ; Festschrift in honor of Herbert S. White (= Veröffentlichungen der Gesamthochschulbibliothek Essen, Bd. 15). Essen 1993, ISBN 3-922602-17-7.
- (Hrsg.): Resource sharing. New technologies as a must for universal availability of information ; Festschrift in honour of Hans-Peter Geh (= Veröffentlichungen der Gesamthochschulbibliothek Essen, Bd. 17). Essen 1994, ISBN 3-922602-18-5.
- (Hrsg.): Information superhighway. The role of libraries, information scientists, and intermediaries (= Veröffentlichungen der Gesamthochschulbibliothek Essen, Bd. 18). Essen 1995, ISBN 3-922602-19-3.
- Die Essener Symposien. Mit einem Rückblick auf den Bochumer Ursprung. In: ders. (Hrsg.): Impulse für Bibliotheken. Festschrift für Bernhard Adams zum 65. Geburtstag (= Veröffentlichungen der Gesamthochschulbibliothek Essen, Bd. 19). Essen 1995, S. 92–106, ISBN 3-922602-20-7.
- (Hrsg.): Electronic documents and information. From preservation to access. Festschrift in honor of Patricia Battin (= Veröffentlichungen der Gesamthochschulbibliothek Essen, Bd. 20). Essen 1996, ISBN 3-922602-21-5.
- (Hrsg.): Towards a worldwide library. A ten year forecast (= Veröffentlichungen der Gesamthochschulbibliothek Essen, Bd. 21). Essen 1997, ISBN 3-922602-22-3.
- Bibliotheca Alexandrina. The revival of the idea. In: Birgit Schneider (Hrsg.): Bücher, Menschen, Kulturen. Festschrift für Hans-Peter Geh zum 65. Geburtstag. Saur, München 1999, S. 354–365, ISBN 3-598-11399-4.

Festschrift
- Joachim W. Weiss (Hrsg.): Innovation for information. International contributions to librarianship. Festschrift in honor of Ahmed H. Helal (= Veröffentlichungen der Gesamthochschulbibliothek Essen, Bd. 16). Essen 1992, ISBN 3-922602-16-9.